# サマルカンド州 (ロシア帝国)

サマルカンド州の地図

サマルカンド州 (露: Самаркандская область) は、中央アジアに設置されたロシア帝国の州（オーブラスチ）の1つ。首都はサマルカンド。トルキスタン総督府の管轄下に置かれた。
州の領域は、現在のウズベキスタン（サマルカンド州、ジザク州）、および、タジキスタンのソグド州の領域に相当する。
シルダリヤ州、フェルガナ州、および、ロシア帝国の保護国であるブハラ・アミール国に隣接した。

## 歴史
ロシア軍による中央アジア征服の結果、1868年7月24日、トルキスタン地方にトルキスタン総督府直轄のザラフシャン管区が設置された。管区は、サマルカンドを首都とし、サマルカンド軍区、カッタクルガン軍区から成った。同年8月からはペンジケント軍区が設置された。
1887年1月、ザラフシャン管区はサマルカンド州に改編された。州の管轄下にはサマルカンド郡、カッタクルガン郡、ジザク郡、ホジェント郡の4郡が設置された。
1897年の統計では、州の民族構成は、「ウズベク人」59.02%、「タジク人」26.79%、カザフ人7.34%、トルクメン人2.32%、「サルト人」2.10%、ロシア人1.63%とされる
。
ロシア革命後の1918年にトルキスタン総督府が廃止され、サマルカンド州の領域も旧総督府領に設置されたトルキスタン自治ソビエト社会主義共和国に組み込まれた。1924年には、中央アジアの民族境界画定工作が行われ、ウズベク・ソビエト社会主義共和国に再編された。

## 歴代統治者

### 州知事
- アレクサンドル・ヤフィモヴィッチ (ЯФИМОВИЧ Александр, 1887年 - 1891年）
- ニコライ・ロストフツェフ伯爵 (РОСТОВЦЕВ Николай, 1891年 - 1897年）
- ヤコフ・フョードロフ (ФЕДОРОВ Яков, 1897年 - 1899年）
- ヴィクトル・メディンスキー (МЕДИНСКИЙ Виктор, 1899年10月17日 - 1905年3月12日）
- セルゲイ・ゲスケト (ГЕСКЕТ Сергей, 1905年3月12日 - 1908年1月2日）
- アレクサンドル・ガルキン (ГАЛКИН Александр, 1908年1月2日 - 1911年2月1日）
- イリヤ・オディシェリゼ (ОДИШЕЛИДЗЕ Илья, 1911年11月9日 - 1914年）
- ニール・ルイコシン (ЛЫКОШИН Нил, 1914年 - 1917年1月7日）

## 注
1. ↑  ロシア帝国末期の統計で用いられた民族名称は、今日のものと異なり、「サルト」はテュルク系言語を話すムスリム定住民を、「タジク」はペルシア語を話すムスリム定住民を、「ウズベク」はテュルク系言語を話す遊牧民を指す。